# Secretaría de Estado de Cultura
La Secretaría de Estado de Cultura (SEC) de España es el órgano superior del Ministerio de Cultura responsable, bajo la dirección del ministro, de la propuesta y ejecución de las competencias atribuidas al Departamento en materia de cultura.
La Secretaría de Estado ha existido en España en cuatro periodos diferentes. En sus inicios fue un órgano del Ministerio de Cultura pero, desde 1996, ha existido de forma intermitente como un reemplazo de este departamento, asumiendo las funciones culturales dentro del Ministerio de Educación. Tras su restablecimiento en 2023, ha vuelto a ser el principal órgano del Ministerio de Cultura.

## Historia
La Secretaría de Estado de Cultura se creó por primera vez en julio de 1977, como el órgano superior del Ministerio de Cultura y Bienestar (posteriormente llamado simplemente Ministerio de Cultura). Esta primera etapa apenas duro dos años, siendo suprimida en abril de 1979.
El órgano se reestablece en 1996, tras la reintegración de las funciones culturales en el Ministerio de Educación. En esta segunda etapa, el protagonismo en el ámbito cultural de la Secretaría de Estado es notable, pues es el secretario de estado quien asume el peso principal sobre las competencias culturales.
Recuperado en 2004 el Ministerio de Cultura por parte del presidente del Gobierno, José Luis Rodríguez Zapatero, este suprime este órgano superior al asumir el ministro directamente sus funciones. Ocho años después, al igual que el periodo entre 1996 y 2004, se suprime el ministerio y la secretaría de estado se vuelve a crear.
En 2018, al igual que ocurrió en 2004, la Secretaría de Estado se suprime, distribuyéndose todas sus funciones y organismos entre los diferentes órganos del Ministerio de Cultura y Deporte.
Por Real Decreto 829/2023, de 20 de noviembre, por el que se reestructuran los departamentos ministeriales, vuelve a restablecer la Secretaría de Estado de Cultura como un órgano superior del Ministerio de Cultura, reemplazando a la Secretaría General de Cultura y Deporte.

## Funciones

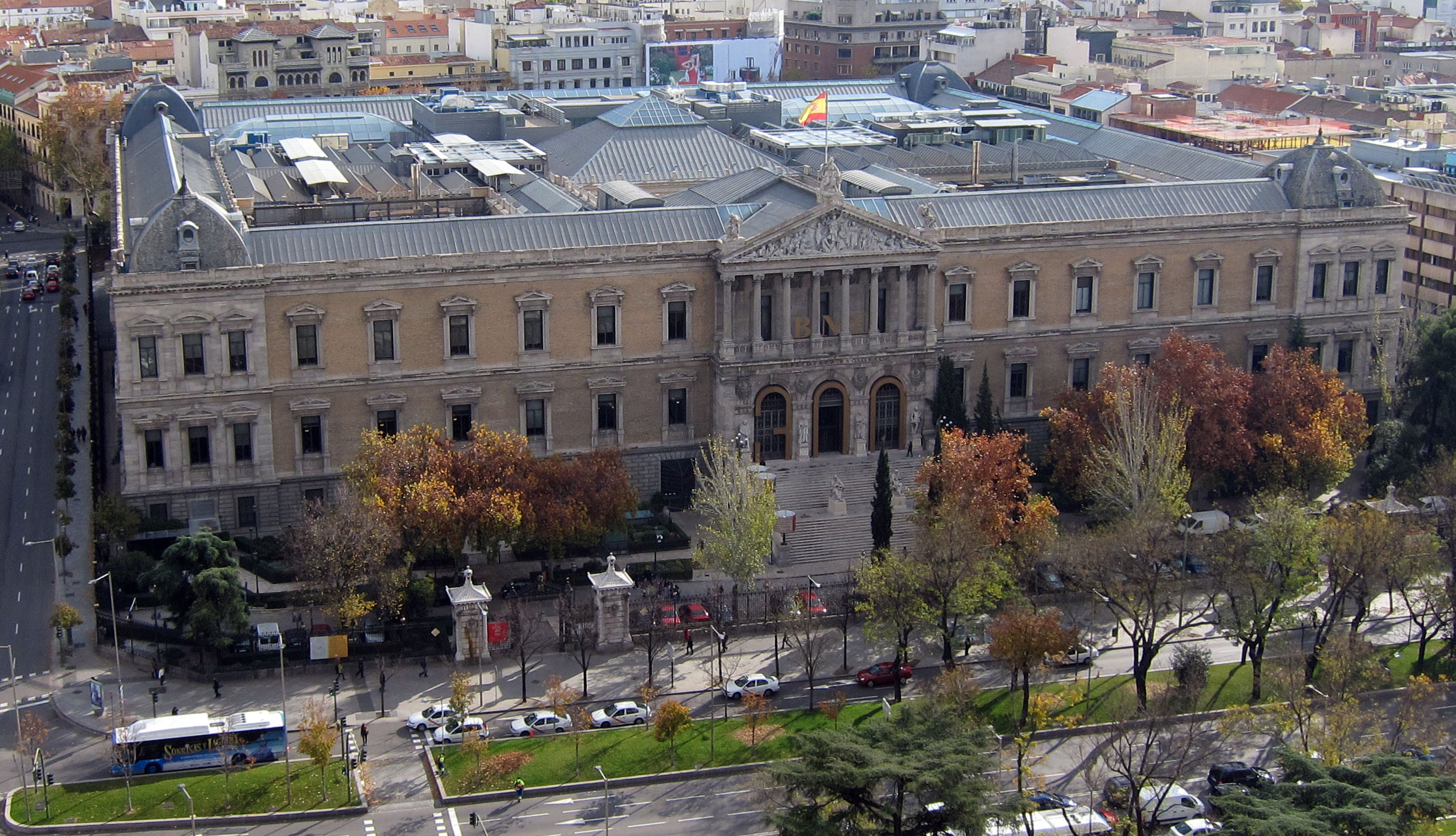
Edificio de la Biblioteca Nacional

De acuerdo con el Real Decreto 323/2024, de 26 de marzo, corresponde a la Secretaría de Estado:
- El fomento del libro, del cómic, de la lectura y de las letras españolas.
- La promoción, la protección y difusión de las bibliotecas estatales.
- La promoción y garantía de los derechos culturales.
- La defensa y promoción de la propiedad intelectual.
- La cooperación cultural con las comunidades autónomas.
- La promoción, protección y difusión del patrimonio histórico español y de los museos estatales.
- La promoción, la protección y difusión de los archivos estatales.
- La coordinación de las instituciones públicas vinculadas al Ministerio, que tengan adscritas bibliotecas, museos o colecciones de bienes culturales.
- La protección, promoción y difusión de la creación artística contemporánea y de las artes visuales.
- El impulso de los equipamientos culturales.

## Estructura

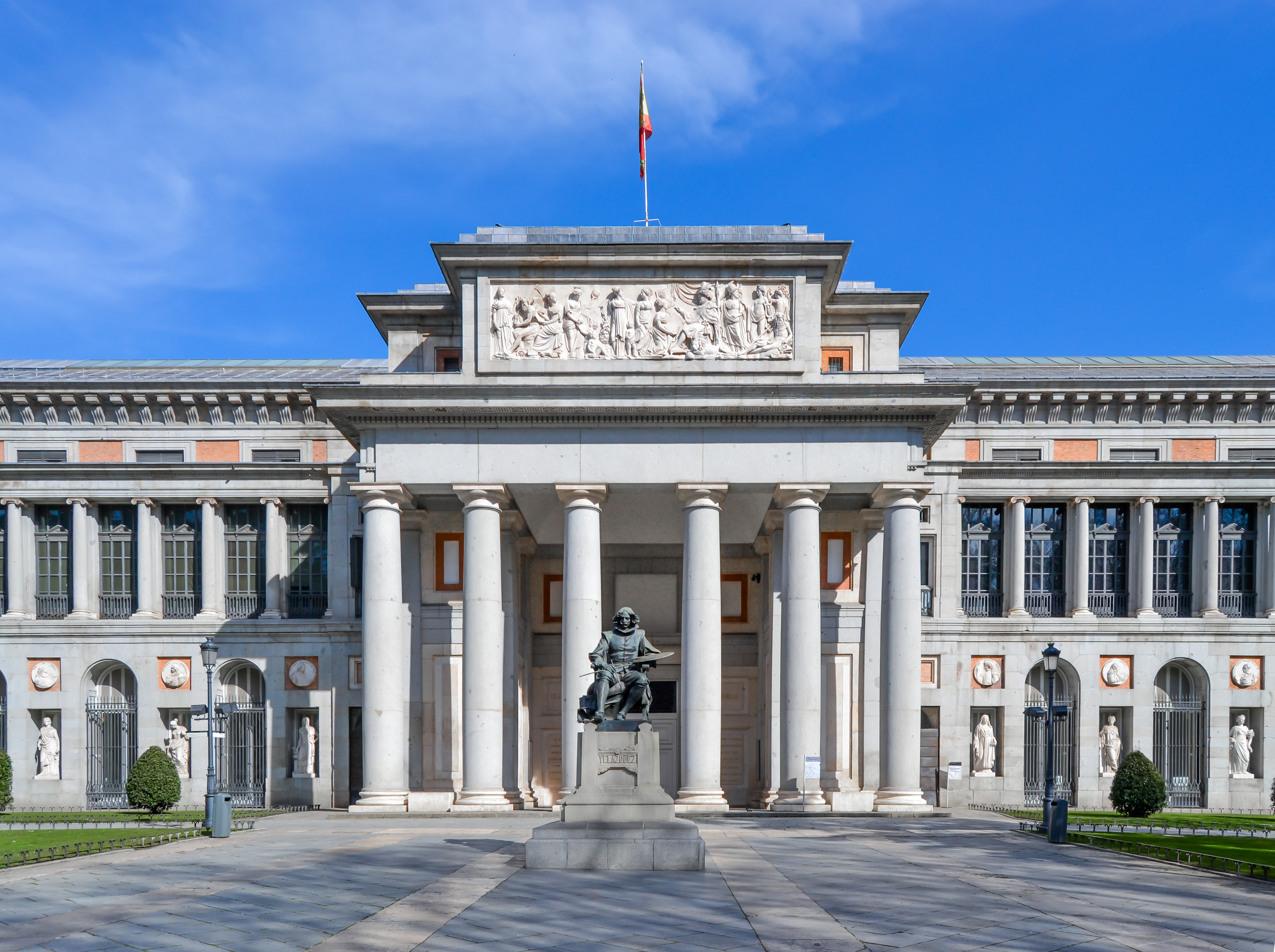
Museo del Prado

De la Secretaría de Estado de Cultura dependen:
- La Dirección General del Libro, del Cómic y de la Lectura.
  - La Subdirección General de Promoción del Libro, la Lectura y las Letras Españolas.
  - La Subdirección General de Coordinación Bibliotecaria.
- La Dirección General de Derechos Culturales.
  - La Subdirección General de Promoción y Acceso a la Cultura.
  - La Subdirección General de cooperación Cultural con las Comunidades Autónomas.
  - La Subdirección General de Propiedad Intelectual.
- La Dirección General de Patrimonio Cultural y Bellas Artes.
  - La Subdirección General de Gestión y Coordinación de los Bienes Culturales.
  - La Subdirección General de Registros y Documentación del Patrimonio Histórico.
  - La Subdirección General del Instituto del Patrimonio Cultural de España.
  - La Subdirección General de Museos Estatales.
  - La Subdirección General de los Archivos Estatales.
  - La Subdirección General de Artes Visuales y Creación Contemporánea.

Como órgano de asistencia inmediata al Secretario de Estado existe un Gabinete, con nivel orgánico de Subdirección General.

### Organismos dependientes
De la Secretaría de Estado de Cultura dependen los siguientes organismos públicos:
- El Instituto Nacional de las Artes Escénicas y de la Música.
- El Instituto de la Cinematografía y de las Artes Audiovisuales.
- La Gerencia de Infraestructuras y Equipamientos de Cultura.

## Lista de Secretarios de Estado de Cultura
- Gabriel Cañadas Nouvilas (1977-1979)[10]
- Miguel Ángel Cortés Martín (1996-2000).
- Luis Alberto de Cuenca y Prado (2000-2004).
- José María Lassalle Ruiz (2011-2016).
- Fernando Benzo Sáinz (2016-2018).
- Jordi Martí Grau (2023-)[11]